# JK Sillamäe Kalev
JK Sillamäe Kalev – estoński klub piłkarski z siedzibą w Sillamäe.

## Historia
Klub został założony w 1951. W okresie Związku Radzieckiego występował w rozgrywkach lokalnych. 
W 1990 startował w Pierwszej Dywizji Estonii. W 1992 debiutował w Meistriliiga. W sezonie 1994/95 został oddelegowany do II liiga, w której występował 2 sezony. W sezonie 1997/98 awansował do Esiliiga, w której występował do 2002, z wyjątkiem 2000, kiedy to zmagał się w II liiga. W 2004 występował nawet w III liiga, a potem rozpoczął wspierać w hierarchii lig. W 2007 już zmagał się w Esiliiga, a w 2008 w Meistriliiga.

## Sukcesy
- 2 miejsce Mistrzostw Estonii: 2009
- finalista Pucharu Estonii: 2016

## Europejskie puchary
Legenda do wszystkich tabel:
- Q – runda eliminacyjna, 1/16, 1/8, 1/4, 1/2 – odpowiednia faza rozgrywek, Grupa – runda grupowa, 1r gr – pierwsza runda grupowa, 2r gr – druga runda grupowa, F – finał, R – runda, PO – play-off
- k. – rzuty karne, los. – losowanie, Dogr. – dogrywka, w. – zasada bramek strzelonych na wyjeździe

| Sezon   | Rozgrywki   | Runda | Klub         | Dom | Wyjazd | Ogólnie        |
| ------- | ----------- | ----- | ------------ | --- | ------ | -------------- |
| 2010/11 | Liga Europy | 2Q    | Dynama Mińsk | 0–5 | 1–5    | 1–10           |
| 2014/15 | Liga Europy | 1Q    | Honka        | 2–1 | 2–3    | 4–4, Dogr., w. |
| 2014/15 | Liga Europy | 2Q    | FK Krasnodar | 0–4 | 0–5    | 0–9            |
| 2015/16 | Liga Europy | 1Q    | Hajduk Split | 1–1 | 2–6    | 3–7            |